# Sozialersinn
sozialersinn ist eine peer-reviewte Zeitschrift für hermeneutische Sozialforschung, die seit 2000 erscheint. Bis 2004 kamen drei Ausgaben pro Jahr heraus, seit 2005 erscheint die Zeitschrift halbjährlich. Bis Ende 2015 wurde sie von Lucius & Lucius verlegt, seitdem von De Gruyter.
Nach eigenen Angaben versteht sich die Zeitschrift als Diskussionsforum hermeneutischer Sozialforschung. Sie sammelt Beiträge aus dem Bereich der Sozial- und Kulturwissenschaften, deren gemeinsamer Fokus die sinnverstehende Interpretation und rekonstruktive Explikation von Phänomenen sozialer Wirklichkeit ist. Die Sachhaltigkeit der materialen Analyse, der theoretische Gehalt und die methodenkritische Explikation des Untersuchungsgegenstandes gelten als vorrangige Kriterien.
Laut H-Soz-Kult (2010) fehlte ein Zeitschriftenforum für eine breite, interdisziplinär angelegte Debatte zur Weiterentwicklung hermeneutischer Forschungsmethoden und materialer Theoriebildung. Diese Lücke wolle die Zeitschrift sozialersinn schließen.
Herausgeber der Zeitschrift sind (Stand 2024):  Saskia Bender (Bielefeld), Manuel Franzmann (Kiel), Chantal Magnin (Luzern), Claudia Scheid (Innsbruck) und Mirja Silkenbeumer (Frankfurt/Main).